# Dominique Thomas (acteur)
Pour le joueur de football, voir Dominique Thomas (football).
Dominique Thomas est un acteur, auteur et metteur en scène français né le 12 juillet 1961 en région parisienne[Où ?].

## Biographie
Il passa son enfance à Béthune (ses parents travaillaient à l'usine Benoto) et habite désormais à Tourcoing. Il étudie au Conservatoire de Lille. En parallèle de son activité d'acteur, il est enseignant aux cours de théâtre Jean Blondeau.

## Théâtre
- 1984 : Les Argileux de Claude Confortès, mise en scène Claude Confortès
- 1988 : Istanbul hôtel de Dominique Thomas, mise en scène Dominique Thomas
- 1990 : Le Mystère de la chambre jaune de Gaston Leroux, (adaptation avec Gilles Cohen) mise en scène Gilles Cohen
- 1991 : Madame Angot de Maillot, mise en scène Laurent Pelly
- 1991 : Les Trois Mousquetaires d'après Alexandre Dumas, mise en scène Jean-Louis Martin-Barbaz
- 2002 : L'Esthétocrate d'après Pol Bury, mise en scène Jean-Marc Chotteau
- 2007 : Othello le passeur d'après William Shakespeare, mise en scène Franco Dragone
- 2008 : La Poche Parmentier de Georges Perec, mise en scène Karen Fichelson
- 2009 : Je confesse… d'après Roberto Valentini, mise en scène Dominique Thomas
- 2009 : Le Réformateur de Thomas Bernhard, mise en scène Jean-Marc Chotteau
- 2010 : Hlm, habiter la mémoire de Jean-Marc Chotteau, mise en scène Jean-Marc Chotteau
- 2010 : Night Shop de Jean-Marc Chotteau, mise en scène Jean-Marc Chotteau
- 2011 : Taklamakan de Gérald Dumont, mise en scène Gérald Dumont
- 2016 : Les Bas Fonds de Gorki, mise en scène de Youri Kordonski
- 2014 : Blessé de la face et du dedans de Dominique Thomas, mise en scène Juan Conchillo
- 2016 : Biedermann et les incendiaires de Max Frisch, mise en scène Christian Magnani
- 2018 : Blessés de la face et du dedans de Dominique Thomas, nouvelle version
- 2023/2024 : Rentrée 42 de Xavier L'empire Théâtre de la Luna Festival off d’Avignon

## Filmographie

### Cinéma

#### Longs métrages
- 1986 : Paulette, la pauvre petite milliardaire de Claude Confortès
- 1995 : Élisa de Jean Becker : Tuteur des services sociaux
- 1996 : Coup de vice de Patrick Levy : Le Pakistanais
- 1999 : L'Âme-sœur de Jean-Marie Bigard : Luis
- 2001 : Le Placard de Francis Veber : Mover
- 2006 : Jean-Philippe de Laurent Tuel : L'artificier
- 2009 : Barbe bleue de Catherine Breillat : Barbe bleue
- 2010 : L'Immortel de Richard Berry : Ange Papalardo
- 2011 : Mike de Lars Blumers : Richard
- 2020 : Slalom de Charlène Favier

#### Courts métrages
- 1998 : Un pavé dans la mire de Bruno Piney : Max
- 2012 : Le Grand trou de Pierrick Chopin et Corentin Romagny : William
- 2015 : Plus Jamais Comme Avant de Loïc Van Russel : Bernard

### Télévision

#### Téléfilms
- 1996 : Le Crabe sur la banquette arrière de Jean-Pierre Vergne
- 1998 : Samedi soir à Paris de Laurent Ardoint et Stéphane Duprat : Le videur
- 1999 : Voleur de cœur de Patrick Jamain : Carlo
- 2006 :  Intime conviction, (épisode 1 : Affaire Lio) : Charly Malleville
- 2014 : Le Système de Ponzi de Dante Desarthe : Charles Morse

#### Séries télévisées
- 1995 : Le R.I.F. : jumeau (épisode 1.01)
- 1995 : Sandra, princesse rebelle (mini-série) : Michel Arkadine
- 1996 : Jamais deux sans toi...t : Noël (épisode 1.60)
- 1997 : Inspecteur Moretti : Le chef (épisode 1.02)
- 1998 : Enguerrand le guerroyeur : Théobald
- 1999 : Blague à part : Le réalisateur (épisode 1.18)
- 2000 : Alice Nevers, Le juge est une femme : Physionomiste (épisode 1.04)
- 2002 : Groupe flag : Jean-Paul (2 épisodes: 1.01 et 1.04)
- 2003 : Avocats et Associés : Avocat Gomez (épisode 9.03)
- 2004 : Les Cordier, juge et flic : Constant (épisode 12.03)
- 2005 : La Crim' : Flic (épisode 11.03)
- 2006 : Commissaire Moulin : Lumi (épisode 7.08)
- 2006 : L'État de Grace (mini-série) : Pablo Gonzales
- 2009 : Profilage : Blondeau (épisode 1.04)
- 2012 : Enquêtes réservées : Pierre Sevilla (épisode 3.07)
- 2013 - 2020 : Les Petits Meurtres d'Agatha Christie : Commissaire Tricard
- 2016 : Section de recherches : Jean-Louis Potron (épisode 10.08 : Corbeau blanc)
- 2016 : Commissaire Magellan : Etienne Dhaene ( épisode 3 /saison8 ) : Jordan

2019 à la télévision  Police de caractère  : Picavet
- 2020 : Candice Renoir : Le chauffeur routier Ch'ti  (épisode 3/5 Tout vient à point à qui sait attendre)
- 2021 : L'Absente : Père Durell
- 2022 : HPI (saison 2, épisode 8 « Serendipity » et saison 3, épisode 8 « Kikeriki »), réalisés par Djibril Glissant : le patron du bistrot PMU